# كاليدس الوحش
وهي مركبة مدرعة متعددة الأدوار مدولبة 8 × 8 طورتها شركة كاليدس الدفاعيه التي تتخذ من الإمارات العربية المتحدة مقراً لها وذلك بالتعاون مع شركة ADG Mobility في جنوب إفريقيا الغرض من تطوير هذه العربة هو القيام بمهام القتال والمراقبة والاستطلاع ومكافحة التمرد
تم عرض العربة كاليدس الوحش لأول مرة في معرض الدفاع الدولي 2019 (IDEX 2019) الذي أقيم في أبو ظبي في فبراير 2019. كما وقعت كاليدس اتفاقية تعاون مع Ukrspecexport وهي شركة وسيطة مملوكة للدولة في أوكرانيا من أجل الإنتاج المشترك للعربه مع وحدة قتاليه combat module.

## المواصفات
تتميز المركبة كاليدس الوحش المدرعة متعددة المهام ببدن فولاذي أحادي يوفر افضليه في الحماية وقدره كبيره على حمل الحمولات.يشتمل على مجموعة من الأنظمة الفرعية الحديثة المصممة للقيام بالادوار والمهام المتعددة.

يمكن تهيئة كاليدس الوحش كمركبة قتال مشاة (IFV) أو حاملة أفراد مدرعة (APC) أو منصات أخرى وفقًا لمتطلبات المستخدمين النهائيين.

يسمح تصميم العربة كاليدس الوحش (الذي تم تطويره رقميا) بدمج أنظمة القيادة والتحكم والاتصالات وأجهزة الكمبيوتر والمخابرات والمراقبة والاستطلاع (C4ISR) المتعددة.

تتميز العربة كاليدس الوحش بقدرة برمائية وتوفر قدرة عالية على التنقل والحماية في الظروف الجوية والمناخية القاسية والتضاريس الوعرة.

يشغل العربة كاليدس الوحش طاقم مكون من ثلاثة أفراد بينهم سائق وقائد ورامي. يمكن أن تنقل ثمانية من المشاة في مقصورة تقع في الجزء الخلفي من البدن.
يمكن للركاب الدخول والخروج من العربة من خلال فتحات سقف متعددة وباب خلفي.

## التجهيزات والتسليح
تشمل المعدات القياسية الموجودة على السيارة:

- نظام تعديل ارتفاع Kaller.

- مقاعد TEK.

-نظام تكييف الهواء Ametek.

-نظام كاميرا Ortana.

يمكن تجهيز المركبة المدرعة كاليدس الوحش مع وحدة القتال BM-3 أوغيرها من محطات الأسلحة التي يتم التحكم بها عن بُعد لاستيعاب أنظمة الأسلحة ذات العيار الكبير.

العربة المعروضة في معرض IDEX 2019 مسلحة ببرج BM-3M Shturm الذي يتم التحكم به عن بعد وتم توفيره بواسطة مصنع كييف للدروع في أوكرانيا.

يتم تجهيز البرج بمدفع ZTM-1 عيار 30 ملم ومدفع رشاش KT عيار 7.62 ملم وقاذفة قنابل أوتوماتيكية KBA-117 عيار 30 ملم و 6 قاذفات قنابل دخان 902B واثنين من قاذفات صواريخ Bar’er المضادة للدبابات.

يمكن تشغيل المدفع عيار 30 مم عن بعد من داخل البدن لتعزيز حماية الطاقم في البيئات المعادية.

توفر المركبة المدرعة كاليدس الوحش حمايه بالستيه تصل إلى مستوى STANAG 4569 level 4 وحماية من الالغام الارضيه من مستوى level 4A و level 4B. يمكن أن تصمد أمام العبوات الناسفة (IED) وشظايا قذيفة المدفعية عيار 155 ملم وانفجارات الألغام تحت عجلات والبدن المركزي.

يمكن زيادة مستويات الحماية بدرجة أكبر مع دمج حزم الدروع الواقية الخارجية الإضافية.

يشكل نظام الحماية الكيميائي والبيولوجي والإشعاعي والنووي (CBRN) ونظام إخماد الحرائق والانفجار التلقائي جزءًا من معدات العربة القياسيه.

## المحرك والدفع
يتم تشغيل العربة كاليدس الوحش المدرعة بمحرك Scania DC 13 بقوة 724 حصانًا إلى جانب ناقل الحركة ZF 7 AP 2600 SP.

تبلغ سرعتها القصوى 130 كم / ساعة ومداها 750 كم.

يتم دفع العربة البرمائية بالكامل في الماء من قبل اثنين من المراوح المثبتة في الجزء الخلفي من الهيكل. الحد الأقصى للسرعة البرمائية للعربه هو 10 كم / ساعة.

تم تزويد المركبة المدرعة كاليدس الوحش بنظام تعليق هيدروليكي مستقل. يمكن للعربه ان تتسلق منحدر امامي بزاويه 70 درجة ومنحدر جانبي بزاوية 40 درجة، ويمكن أن تجتاز عوائق عمودية بارتفاع 0.8 متر وعبور خندق بعرض 2 متر.

المركبة المدرعة كاليدس الوحش قادرة على العمل في درجات حرارة تتراوح بين -30 درجة مئوية و 55 درجة مئوية.

يمكن نقلها جواً بواسطة طائرات الشحن العسكرية مثل بوينغ سي-17 غلوب ماستر 3 والتي يمكنها نقل ما يصل إلى عربتين.